# USS LST-473
O USS LST-473 foi um navio de guerra norte-americano da classe LST que operou durante a Segunda Guerra Mundial.